# جرمی تایلر
جرمی تایلر (انگلیسی: Jeremy Tyler؛ زادهٔ ۲۱ ژوئن ۱۹۹۱) بازیکن بسکتبال اهل ایالات متحده آمریکا است.
از باشگاه‌هایی که در آن بازی کرده‌است می‌توان به نیویورک نیکس، آتلانتا هاوکس، و گلدن استیت واریرز اشاره کرد.